# آفتاب عالم
آفتاب عالم (انگلیسی: Aftab Alam؛ زادهٔ ۳۰ نوامبر ۱۹۹۲) بازیکن کریکت اهل افغانستان است.